# Keith Brown (Jazzpianist)

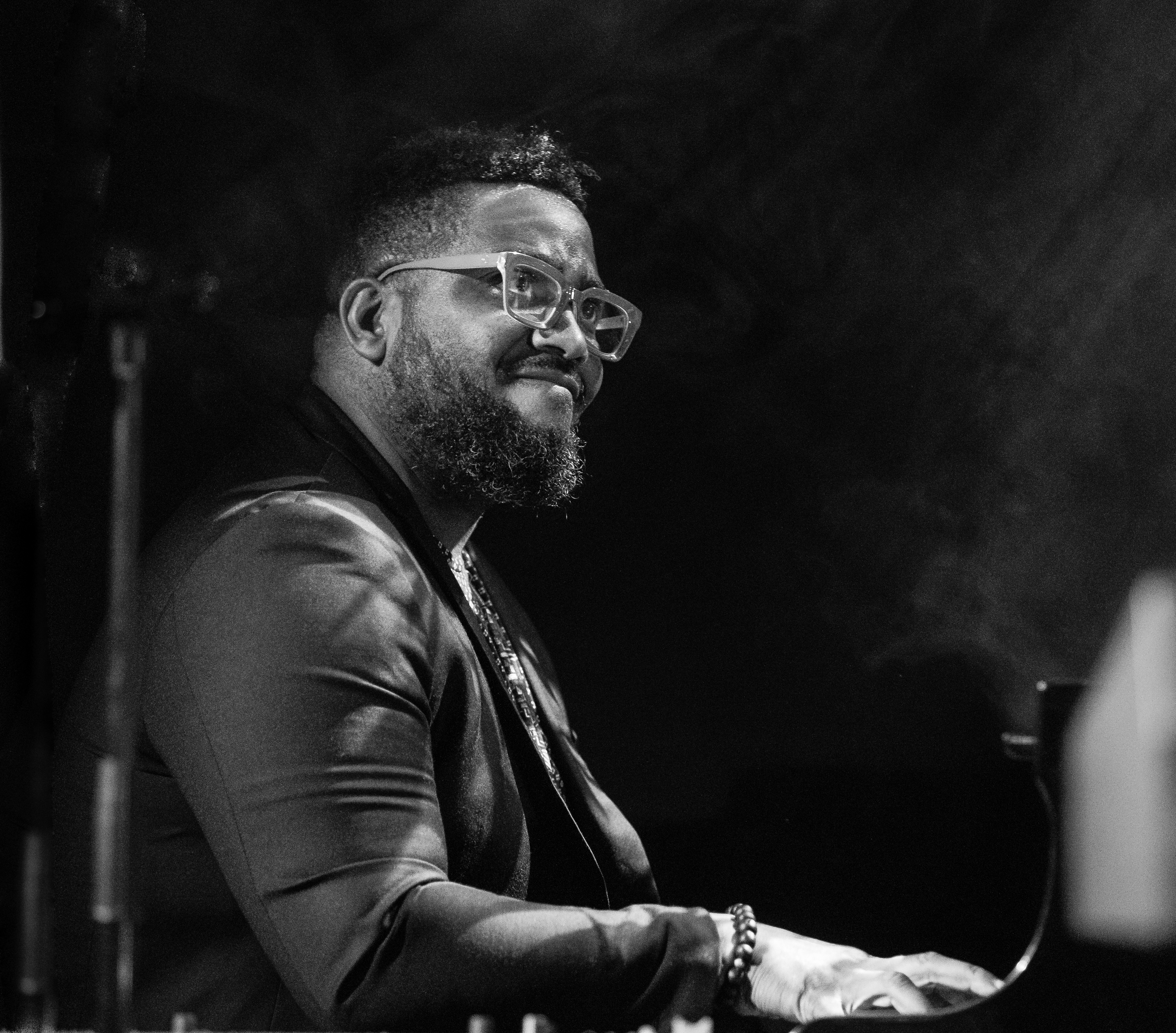
Keith Brown auf der Bühne im Jahr 2022.
Bild: Tore Sætre

Keith L. Brown (* um 1985 in Memphis, Tennessee) ist ein US-amerikanischer Jazzmusiker (Piano, auch Kontrabass, Komposition) des Post Bop.

## Leben und Wirken
Brown wuchs in Knoxville als Sohn des Jazzpianisten Donald Ray Brown auf; seine Mutter Dorothy ist ebenfalls Pianistin. Früh begann er Klavier zu spielen und spielte Songs etwa von Stevie Wonder nach Gehör. Mit acht Jahren bekam er klassischen Klavierunterricht. Zunächst spielte er Piano und Bass in verschiedenen lokalen Bands unterschiedlicher Genres. Den Bachelor of Music erwarb er 2009 an der University of Tennessee in Knoxville, 2011 den Masterabschluss.
Schon früh begann Brown eigene Kompositionen zu schreiben, beeinflusst von Phineas Newborn Jr., James Williams und Mulgrew Miller. Ein erstes Album entstand in Paris und Knoxville (Sweet & Lovely, mit Stéphane Belmondo, Baptiste Herbin, Essiet Okon Essiet und Marcus Gilmore). In den folgenden Jahren spielte er außerdem mit Gregory Tardy (Standards and More, 2012) und Vance Thompson’s Five Plus Six (Such Sweet Thunder, 2014), 2019 mit Charles Tolliver (Connect). Im Jazzclub Smalls trat er regelmäßig mit eigenem Quintett auf, dem Wayne Tucker, Anthony Ware, Dezron Douglas und Darrell Green angehören, außerdem trat er im Duo mit Steve Slagle auf und gehörte zu Jazzmeia Horns Band Noble Force. Brown unterrichtet an der Lee University in Cleveland (Tennessee).

## Diskographische Hinweise
- The Journey (2015) solo
- Charles Tolliver: Connect (2020)